# ししゃもと未亡人
『ししゃもと未亡人』（ししゃもとみぼうじん） は、現代恐怖サスペンスシリーズの一作として、1987年7月6日に関西テレビ制作・フジテレビ系で放送されたテレビドラマ。
冷蔵庫の隅で忘れられ干からびていた一本のシシャモが結末を暗示するホラー作品。東映ビデオからビデオソフト化されている。

## あらすじ
杉田未亡人は中古住宅に引っ越し、一人暮らしをはじめる。だが電力会社の集金人が持ってきた請求書を見て、前の家より電気代が高すぎると不審に思う。未亡人は集金人や電力会社にしつこくクレームをつけ、うとましがられる。魚屋のおかみから隣家の夫婦の悪い噂を聞いた未亡人は、電化製品のコードを全て抜いても電気メーターが回っていることに気付く。電力会社に隣家から盗電されていると訴え、ついに重機を入れた調査がはじまる。作業員は天井裏で分岐したコードを発見。コードに沿って壁を壊し、床をはがすとコードは床下の土の中に埋まっていた。床下から冷蔵庫が掘り出される。冷蔵庫をこじあけると、中にあったのは干からびた人間の死体だった。翌日、未亡人は着飾って荷物をまとめたトランクを引き、隣人に海外旅行に行くといって笑顔で出かける。

## スタッフ
- 制作：東映、関西テレビ放送
- 原作：阿刀田高『干魚と漏電』
- 監督：井上昭
- 脚本：中村努
- 音楽：樋口康雄

## キャスト
- 小川眞由美：主人公。中古住宅に引っ越してきた未亡人
- 平田満：日本電力の料金徴収係
- 三谷昇：隣家の夫婦（夫）
- 白石奈緒美：隣家の夫婦（妻）
- 小坂一也:日本電力の社員
- 菅井きん:近所の八百屋
- 中原早苗
- 河合絃司
- 森川正太
- 松田洋治
- 野口貴史:日本電力の作業員
- 益岡徹：日本電力の作業員

| 関西テレビ・フジテレビ系 月曜22時台サスペンスドラマ（1987年7月6日） | 関西テレビ・フジテレビ系 月曜22時台サスペンスドラマ（1987年7月6日） | 関西テレビ・フジテレビ系 月曜22時台サスペンスドラマ（1987年7月6日） |
| 前番組                                                              | 番組名                                                              | 次番組                                                              |
| ------------------------------------------------------------------- | ------------------------------------------------------------------- | ------------------------------------------------------------------- |
| 闇よやさしく （ここまで夏樹静子サスペンス）                         | 現代恐怖サスペンス ししゃもと未亡人                                 | お望み通りの死体                                                    |